# Anna Kashfi
Anna Kashfi, nata Joan O'Callaghan (Chakradharpur, 30 settembre 1934 – Woodland, 16 agosto 2015), è stata una modella e attrice britannica naturalizzata statunitense.

## Biografia
Nata in India da genitori britannici, Phoebe e William Patrick O'Callaghan, crebbe a Calcutta fino all'età di 13 anni, quando con la famiglia si trasferì in Galles. Tuttavia le sue origini etniche sono rimaste in discussione. All'età di 22 anni adottò il nome d'arte Anna Kashfi per intraprendere la carriera di modella e di attrice dal fascino esotico. Nel 1956 debuttò nel cinema con il film La montagna. Recitò anche in Inno di battaglia (1957), Cowboy (1958), Questa è la mia donna (1959) e in alcune serie televisive nei primi anni '60.
Nell'ottobre 1957 sposò l'attore Marlon Brando, da cui ebbe un figlio, Christian "Devi" Brando, nato nel 1958 e deceduto nel 2008, balzato agli onori della cronaca nel 1990, quando venne condannato a 10 anni per l'omicidio di Dag Drollet, fidanzato della sorellastra Tarita Cheyenne.. I due divorziarono nell'aprile 1959 dopo una furiosa battaglia legale; dopo il divorzio, l'attrice diradò la sua carriera fino a ritirarsi dalle scene nei primi anni sessanta. Nel 1980 pubblicò un libro di memorie, Brando a colazione, in cui svelò dettagli e retroscena inediti della sua tempestosa relazione con il celebre attore, e che ebbe grande risonanza mediatica.
Morì all'età di 80 anni a Woodland.

## Filmografia

### Cinema
- La montagna (The Mountain), regia di Edward Dmytryk (1956)
- Inno di battaglia (Battle Hymn), regia di Douglas Sirk (1957)
- Cowboy, regia di Delmer Daves (1958)
- Questa è la mia donna (Night of the Quarter Moon), regia di Hugo Haas (1959)

### Televisione
- Avventure in paradiso (Adventures in Paradise) – serie TV, un episodio (1960)
- The Deputy – serie TV, un episodio (1960)
- Bronco – serie TV, un episodio (1960)
- Kraft Mystery Theater – serie TV, un episodio (1963)